# Chris Baker
Chris Baker (2 febbraio 1991) è un altista britannico.

## Palmarès
| Anno                                  | Manifestazione          | Sede           | Evento        | Risultato | Prestazione | Note                          |
| ------------------------------------- | ----------------------- | -------------- | ------------- | --------- | ----------- | ----------------------------- |
| In rappresentanza della Gran Bretagna |                         |                |               |           |             |                               |
| 2013                                  | Europei under 23        | Tampere        | Salto in alto | 7º        | 2,21 m      |                               |
| 2014                                  | Europei                 | Zurigo         | Salto in alto | 11º       | 2,21 m      |                               |
| 2016                                  | Mondiali indoor         | Portland       | Salto in alto | 8º        | 2,29 m      |                               |
| 2016                                  | Europei                 | Amsterdam      | Salto in alto | Bronzo    | 2,29 m      | Miglior prestazione personale |
| 2016                                  | Giochi olimpici         | Rio de Janeiro | Salto in alto | 16º (q)   | 2,26 m      |                               |
| 2018                                  | Europei                 | Berlino        | Salto in alto | 16º (q)   | 2,21 m      |                               |
| 2019                                  | Europei indoor          | Glasgow        | Salto in alto | 4º        | 2,22 m      |                               |
| In rappresentanza dell' Inghilterra   |                         |                |               |           |             |                               |
| 2014                                  | Giochi del Commonwealth | Glasgow        | Salto in alto | 4º        | 2,25 m      |                               |
| 2018                                  | Giochi del Commonwealth | Gold Coast     | Salto in alto | 9º        | 2,21 m      |                               |